# Задержка игры
Задержка игры (англ. Delay of game) — действия спортивной команды или спортсмена, направленные на затягивание соревнования с целью сохранения своего преимущества и доведения его до победного конца. Зачастую в игровых видах спорта это классифицируется как нарушение, если команда совершает такие действия дольше допустимого времени, и наказывается каким-либо штрафом. Встречается в американском футболе, канадском футболе, хоккее с шайбой и обычном футболе. Подвид задержки игры — затяжка времени.

## Американский футбол
Атакующая команда наказывается за задержку игры пятью ярдами. Под задержкой игры подразумевается невозможность ввести мяч в игру путём снэпа или свободного удара до истечения отведённого времени. Время зависит от соревнования: как правило, это 25 секунд с момента свистка судьи, сигнализирующего о готовности ко вводу мяча. В НФЛ этот промежуток составляет 40 секунд (начиная с последней попытки), в зависимости от обстоятельств. Также обороняющаяся команда может быть наказана за задержку игры, если после окончания розыгрыша не отдаёт мяч судьям, не позволяет атакующему игроку встать или не выбивает мяч.

## Канадский футбол
В канадском футболе команда может быть наказана за задержку игры десятью ярдами в следующих случаях:
- если команда не ввела мяч в игру в течение 20 секунд после свистка судьи;
- если команда, которая обороняется, вмешалась и повлияла на установку мяча перед возобновлением розыгрыша.

Нарушение правил, которое называется в американском футболе «задержкой игры», в канадском классифицируется как «отсчёт времени» (англ. time count). Есть два существенных отличия от аналогичного нарушения в американском футболе: во-первых, в канадском футболе после свистка судьи у команды всего 20 секунд на ввод мяча; во-вторых, когда до конца периода остаётся всего 3 минуты, команду уже наказывают незасчитыванием попытки, а не пятью ярдами. После третьей незасчитанной попытки она наказывается 10 ярдами. Судья также может отдать мяч обороняющейся команде, если фиксирует постоянные нарушения правил в третьей попытке, связанные с затягиванием времени.

## Футбол
Если игрок затягивает время при вводе мяча, пытаясь предоставить команде несправедливое игровое преимущество, то он наказывается жёлтой карточкой. Помимо этого, в футболе распространено затягивание времени и перед исполнением свободного или штрафного удара, а также затягивание времени при проведении замен (каждая замена добавляет 30 секунд к компенсированному времени).

## Хоккей с шайбой
Согласно Правилам игры КХЛ, к задержке матча могут относить два нарушения: умышленный выброс игроком шайбы за пределы игровой поверхности из своей зоны защиты (иначе говоря, он выбивает шайбу на трибуны из своей или средней зоны, не задев стекла) или умышленный сдвиг ворот полевым игроком или вратарём. За любое из этих действий игрока наказывают удалением на 2 минуты. О задержке матча судья сигнализирует тем, что вытягивает руку без свистка (правую, если свисток в левой), предварительно открыв ладонь, поперёк груди от плеча и в сторону — действия рук схожи с процедурой выброса шайбы на трибуны. Также за задержку игры удалить на две минуты могут игрока, который пытается привести снаряжение в порядок прямо на площадке, отказывается уходить со льда после получения повреждения, мешает процедуре вбрасывания шайбы или задерживается с выходом на лёд. В НХЛ правило было введено с сезона 2005/2006
В хоккее с шайбой были случаи (особенно на матчах сборных), когда решения судьи о назначении или неназначении наказания за задержку игры вызывали обильные споры. Так, в финале чемпионата мира по хоккею с шайбой 2008 года между Канадой и Россией россияне одержали победу в овертайме 5:4, реализовав численное большинство — его они получили после того, как Рик Нэш, вышедший на лёд после серьёзного рассечения, выбросил шайбу на трибуны. После небольшого совещания судьи удалили Нэша, что вызвало массовое возмущение ряда экспертов, осуждавших введение этого правила и в НХЛ. Нэш же признался, что неудачно пытался выбросить шайбу из зоны. В другой раз подобный скандал случился на хоккейном турнире Олимпиады в Сочи в игре России и США (победа США 3:2 по буллитам), когда американский вратарь Джонатан Куик сдвинул ворота перед броском Фёдора Тютина. Судьи не засчитали гол Тютина в сдвинутые ворота, однако и не назначили никакого наказания Куику, что вызвало негодование российских болельщиков и игроков. Сам Куик не смог объяснить случившееся, поскольку не помнил, когда были сдвинуты ворота — до или после пересечения шайбой линии ворот.

## Боулинг
В турнирах Ассоциации профессиональных боулеров, транслируемых по телевидению, у игрока есть 25 секунд на бросок. В случае невыполнения броска после истечения таймера он наказывается предупреждением, за последующие действия он наказывается штрафом в 50 долларов США

## Бейсбол
Правило 8.04 правил игры в бейсбол Главной лиги бейсбола гласит, что если базы не заняты никем, питчер должен бросить мяч бэттеру в течение 12 секунд после приёма мяча. Если питчер не выпускает мяч, его наказывают боллом, однако де-факто это правило почти никогда не соблюдается ни игроками, ни судьями. В 2010 году Юго-Восточная конференция ввела питчеру ограничение на время броска в 20 секунд, NCAA утвердила это правило в 2011 году. За первое нарушение питчеру выносится предупреждение, за все последующие — болл. Если же нарушение вызвано бэттером, команда наказывается страйком. Для удобства на стадионе показывается таймер с этим временем. В турнирах Малой лиги бейсбола Double A и Triple A с 2015 года применяется это правило.

## Баскетбол
Задержка игры наказывается в турнирах ФИБА, НБА и NCAA по следующему принципу: в первом случае предупреждение, во всех последующих — технический фол. В ФИБА к задержке игры относятся умышленное касание мяча после его попадания в корзину или попытка вытолкнуть мяч из корзины. В НБА к задержке игры относят любые попытки помешать вводу мяча в игру — касание мяча рукой игрока, заступ защитника за край площадки, выход на площадку без разрешения. NCAA может наказать команду за задержку игры, помимо вышеуказанных случаев, и в том случае, если та не готова к игре на момент истечения тайм-аута или старта четверти.
В отличие от технического фола, время на владение мячом снижается до 14 секунд или остаётся тем же (зависит от того, что больше), если правила нарушила обороняющаяся команда. Если же нарушила правила атакующая команда, время на атаку не изменяется. В НБА в случае, если задержка игры случилась в последние две минуты последней четверти или овертайма и игрок заступил за линию перед вбросом мяча, ему выписывается технический фол. При этом игрока не могут удалить с поля по правилам НБА, зато могут удалить игрока или тренера в матчах ФИБА или NCAA после двух технических фолов.
Филиппинская баскетбольная ассоциация изменила такое правило: в последние две минуты матча за задержку игры наказывается только предупреждением. Нарушение совершается часто во время ввода мяча в игру.

## Викторины
В различных студенческих и школьных викторинах (а иногда и в телевизионных) игрокам даётся обычно 5 секунд на ответ после того, как был оглашён вопрос и команда нажала на кнопку, сигнализировав о готовности дать ответ. Если игрок не дал верного ответа, то он наказывается точно так же, как и за неверный ответ, а противник получает право верного ответа.